# Patrice Manuel
Patrice Manuel (13 febbraio 1974) è un ex sciatore alpino e sciatore freestyle francese.

## Biografia
Manuel, originario di Briançon, iniziò la sua carriera nello sci alpino e debuttò in campo internazionale in occasione dei Mondiali juniores di Montecampione/Colere 1993; esordì in Coppa del Mondo il 6 gennaio 1995 a Kranjska Gora in slalom gigante, senza completare la prova. Ottenne in supergigante sia i migliori piazzamenti in Coppa del Mondo (19º il 13 febbraio 2000 a Sankt Anton am Arlberg, il 26 novembre 2000 a Lake Louise e il 19 gennaio 2001 a Kitzbühel), sia l'ultimo podio in Coppa Europa, il 9 marzo 2001 a Sestriere (2º). Prese per l'ultima volta il via in Coppa del Mondo il 3 marzo 2002 a Kvitfjell nella medesima specialità, senza completare la prova.
Dalla stagione 2002-2003 si dedicò prevalentemente al freestyle, specialità ski cross: disputò 10 gare di Coppa del Mondo (la prima il 30 novembre 2002 a Tignes, 18º, l'ultima il 12 marzo 2004 a Sauze d'Oulx, 20º), ottenendo il miglior piazzamento l'11 gennaio 2004 a Pozza di Fassa (11º). Continuò a disputare gare minori di sci alpino (gare FIS, campionati nazionali) fino al definitivo ritiro, avvenuto in occasione dei Campionati francesi 2006 dove fu 22º nello slalom gigante del 27 marzo a Courchevel; non prese parte a rassegne olimpiche o iridate, né nello sci alpino né nel freestyle.

## Palmarès

### Sci alpino

#### Coppa del Mondo
- Miglior piazzamento in classifica generale: 91º nel 2001

#### Coppa Europa
- Miglior piazzamento in classifica generale: 36º nel 2000
- 2 podi (dati dalla stagione 1994-1995):
  - 1 secondo posto
  - 1 terzo posto

#### South American Cup
- Miglior piazzamento in classifica generale: 10º nel 2001
- Vincitore della classifica di supergigante nel 2001
- 2 podi (dati dalla stagione 1994-1995):
  - 1 vittoria
  - 1 secondo posto

##### South American Cup - vittorie
| Data              | Località | Paese | Specialità |
| ----------------- | -------- | ----- | ---------- |
| 1º settembre 2000 | Portillo | Cile  | SG         |

Legenda:

SG = supergigante

### Freestyle

#### Coppa del Mondo
- Miglior piazzamento in classifica generale: 74º nel 2004
- Miglior piazzamento nella Coppa del Mondo di ski cross: 74º nel 2004